# 小林茉里奈
小林茉里奈（こばやし まりな、1996年2月24日—）是日本的偶像女子偶像團體AKB48的前成员。東京都出身，曾經是FBS福岡放送的女主播。

## 来歴
2010年
- 3月，參加『AKB48 第七回研究生（10期生）甄選』合格。成為候補研究生，AKS所屬。
- 6月19日，以TeamB 5th Stage「劇場的女神」公演，在AKB48劇場出道。
- 7月11日，於當日舉行的演唱會『サプライズはありません』中，告知『AKB48第19張單曲選拔猜拳大會』選抜的舉行。在研究生20名的預選比賽勝出，獲得本戰出場權。

2011年
- 7月18日，『AKB48第24張單曲選拔猜拳大會』的AKB48研究生預備戰勝出，再次獲得本戰出場權。
- 9月20日，於當日舉行的『AKB48第24張單曲選抜猜拳大会』本戰得到第4位，是10期生首位進入單曲標題曲選抜成員，同為AKB48第二位而研究生身份進入選拔曲。(第一位為小森美果)

2012年
- 6月24日，於埼玉超級競技場舉行的「仲夏的Sounds good!」全国握手会中發表昇格為正規成員。雖然成為正式成員，但昇格Team未定，因此沒有所屬Team，繼續與研究生繼續活動[1][2]。

## 人物
- 雙親都有工作，有一個姊姊[3][4]。
- 喜歡動畫、總是唱著動畫歌曲[5]。
- 性格有點笨拙和自我步調[6]。
- 優點是積極地的自我步調。記憶力良好[7]。
- 缺點是健忘。經常發呆[4][7]。
- 特技是觀察別人、製造糖果、左右轉動眼睛[8][6]。
- 最想要的物品是城堡[7]。

### AKB48相關
- 憧憬的前輩是柏木由紀、小嶋陽菜、渡辺麻友[9]。

## AKB48参加曲

### 單曲CD選抜曲
- 崇尚麻里子

## 出演

### 電視劇
- 私立バカレア高校（2012年4月14日 - 、日本電視台） - 飾 財前麗華

## 備註
1. ↑  AKB昇格に伊豆田莉奈ら6人を発表 （页面存档备份，存于） - 日刊スポーツ
2. ↑  小林茉里奈 （页面存档备份，存于） - 本人オフィシャルGoogle+
3. ↑  『DVD MAGAZINE VOL.5D』より
4. 1 2  『AKB48 じゃんけん選抜 公式ガイドブック』より
5. ↑  『週刊プレイボーイ』（2010年11月1日号）より
6. 1 2  『AKB48 22ndシングル選抜総選挙』政見放送より
7. 1 2 3  『まるっとAKB48 スペシャル2 with SKE48&NMB48&SDN48&HKT48』より
8. ↑  .   [2012-07-23]. （原始内容存档于2019-03-22）.

## 外部連結
- AKB48公式プロフィール （页面存档备份，存于）